# Fenestraja ishiyamai
 Fenestraja ishiyamai és una espècie de peix de la família dels raids i de l'ordre dels raïformes.

## Reproducció
És ovípar i les femelles ponen càpsules d'ous, les quals presenten com unes banyes a la closca.

## Hàbitat
És un peix marí i d'aigües profundes que viu entre 400–1000 m de fondària.

## Distribució geogràfica
Es troba a l'oceà Atlàntic occidental central: des de Florida (els Estats Units) i el Golf de Mèxic fins a Nicaragua.

## Observacions
És inofensiu per als humans.